# Papas analfabetos
Vários papas são considerados analfabetos segundo historiadores:
- Papa Zeferino (199-217);[1]
- Papa Adriano IV (1154-1159);[2]
- Papa Celestino V (1294); [3]
- Papa Inocêncio VI (1352-1362);[4][5]